# Aegerina vignae
Aegerina vignae is een vlinder uit de familie wespvlinders (Sesiidae), onderfamilie Sesiinae.
Aegerina vignae is voor het eerst wetenschappelijk beschreven door Busck in 1929. De soort komt voor in het Neotropisch gebied.